# سرایدار (نمایش‌نامه)
سرایدار (به انگلیسی: The Caretaker) نام نمایشنامه‌ای به نویسندگی هارولد پینتر است.
سرایدار نخستین بار در کلوپ نمایشی تئاتر هنر در ۲۷ آوریل ۱۹۶۰، به نمایش درآمد. این اثر به وسیله رضا دادویی به فارسی ترجمه شده و انتشارات سبزان آن را منتشر کرده است.

## شخصیت‌های نمایش
- میک:یک مرد مرموز در اواخر بیست سالگی‌اش، او مالک خانه‌ای است که با برادرش آستون در آن زندگی می‌کند و می‌خواهد برادر بزرگ‌ترش را از خطرهای بیرونی حمایت کند.
- آستون: برادر، مردی در آغاز سی سالگی که تحت معالجهٔ شوک الکتریکی قرار گرفته.
- مک (جنکینز) دیویس: پیرمردی که آستون به خانه دعوتش کرده و مزاحمتش تهدیدی برای رابطهٔ دو برادر است.